# Геологическая служба
Геологическая служба (англ. Geological survey) — организованные государством, организациями или научными обществами геологические изыскания и геологическая съёмка. Систематическое исследование по геологическому описанию определённых районов для создания геологических карт, геологической модели, стратиграфических схем и инвентаризации минералов, горных пород и полезных ископаемых. Cистема организаций, осуществляющих регулирование всех видов геологических исследований в масштабе страны.

## Описание
В геологической съемке используются методы, от традиционных обходных работ, изучения геологических обнажений (разрезов) и рельефа до интрузивных методов, таких как бурение скважин, до использования геофизических методов и методов дистанционного зондирования, таких как аэрофотосъемка и спутниковые снимки.
Такие исследования могут проводиться государственными, провинциальными или национальными геологоразведочными организациями для ведения геологической инвентаризации запасов и расширения знаний о науках о Земле.

## Карты и отчёты
Карта геологической разведки обычно накладывает исследуемую площадь и границы геологических единиц на топографическую основу вместе с информацией в точках (измерения ориентации плоскостей залегания слоёв) и линиях (пересечение разломов с поверхностью). Карты и отчеты, создаваемые геологоразведочными организациями, как правило, направлены на обеспечение географической преемственности и полноты определения пространственных структур приповерхностных породных единиц.
Карта может включать в себя сечения, чтобы проиллюстрировать трехмерную геологическую интерпретацию. Подземные геологические и геофизические карты, обеспечивающие ограниченный охват более глубокой геологии (известной, например, из бурения на нефть или газ), ведутся внутри крупных нефтяных компаний и регулирующих органов. Некоторые геологоразведочные организации сотрудничают с ними, чтобы включить геологическую разведку в свои систематические исследования.
Карты недр обычно изображают трехмерную форму геологических поверхностей с помощью контуров и поперечных сечений. Компьютерные модели все чаще используются для обеспечения более полного хранения информации и большей гибкости представления. В США, 50 государственных исследований координируется Ассоциацией американских государственных геологов.

## Геологические службы
Геологические службы могут быть национальными, региональными и отраслевыми. Это могут быть специальные геологические организации, геологические институты или геологические общества

### Геологические службы разных стран
Некоторые национальные геологические службы (по году создания, с указанием реорганизаций или передачи функций):
- 1807 —  Геологическое общество Лондона, Британская геологическая служба (1835)
- 1830 —  Геологическое общество Франции, Служба геологической карты (1868), Бюро геологии и минеральных ресурсов (1959)
- 1842 —  Геологическая служба Канады
- 1848 —  Геологическое общество Германии; Саксонская (1872) и Прусская геологические службы (1873); Германская федеральная геологическая служба (1958)
- 1849 —  Геологическая служба Австрии
- 1851 —  Геологическая служба Индии
- 1858 —  Геологическая служба Швеции
- 1879 —  Геологическая служба США
- 1881 —  Итальянское геологическое общество
- 1882 —  Геологическая служба Японии
- 1882 —  Геологический комитет России; в  ЦНИГРИ (1931), Министерство геологии СССР (1946)
- 1913 —  Геологическая служба Китая
- 1918 —  Геологическая служба Португалии
- 1946 —  Бюро минеральных ресурсов Австралии, Австралийская геологоразведочная организация (1992), Геонауки Австралии (2001)
- 1947 —  Геологическая служба Пакистана
- 1953 —  Геологическая служба Израиля
- 1999 —  Саудовская геологическая служба.

### Региональные геологические службы
Отдельные штаты или провинции могут также иметь собственные геологические службы, например: Геологоразведочное управление (по регионам в СССР), Геологическая служба Альберты (Канада), Геологическая служба Ньюфаундленда и Лабрадора (Канада), Геологическая служба Квинсленда (Австралия), Геологическая служба Пенсильвании (США), Геологическая служба Юты (США), Делавэрская геологическая служба (США).

## В России
В России функции геологической службы исполняли различные организации (Горно-геологические службы), основные из них, по году основания:
- 1719 — Берг-коллегия (Берг-коллегии и Берг-конторы) в Санкт-Петербурге
- 1806 — Горный департамент, Департамент горных и соляных дел (1811), Горный департамент (1863)
- 1834 — Корпус горных инженеров (1834—1866) в Санкт-Петербурге
- 1882 — Геологический комитет (1882—1930) в Санкт-Петербурге
- 1930 — Главное геолого-разведочное управление (ГГРУ) в Москве, при Президиуме ВСНХ СССР; Институт геологической карты
- 1931 — Центральный научно-исследовательский геологоразведочный институт (ЦНИГРИ)[5]
- 1939 — Всесоюзный научно-исследовательский геологический институт (ВСЕГЕИ), при Комитете по делам геологии при СНК СССР.
- 1946 — Министерство геологии СССР (Мингео)
- 1953 — Министерство геологии и охраны недр СССР (союзное и республиканские)
- 1963 — Государственный геологический комитет при ВСНХ СССР
- 1965 — Министерство геологии СССР; Министерство геологии РСФСР
- 1987 — Государственный производственный геологический комитет Совета Министров РСФСР
- 1990 — Государственный комитет РСФСР по геологии и использованию топливноэнергетических и минеральносырьевых ресурсов
- 1991 — Министерство экологии и природных ресурсов РСФСР
- 1992 — Комитет по геологии и использованию недр при Правительстве РФ
- 1996 — Министерство природных ресурсов РФ
- 2004 — Федеральное агентство по недропользованию (Роснедра), из 86 территориальных агентств и отделов, 30 институтов, организаций и предприятий, среди них: ВСЕГЕИ, ВИМС, ВНИГНИ, ЦНИГРИ, ВНИИОкеангеология, ВНИИГеофизика.